# Бумба-Бек (національний парк)
Національний парк Бумба-Бек — національний парк на південному сході Камеруну, розташований у густих лісах басейну Конго.
Парк ніколи не зазанава  вирубки лісу. За словами наукового консультанта Всесвітнього фонду дикої природи в регіоні Пола Робінсона Нґнегеу, «браконьєрство є найбільшою загрозою для Бумба Бек». Браконьєрство в регіоні виникло, як результат економічної депресії кінця 1980-х років у Камеруні.
У 1995 році парк отримав статус «Охоронна зона», що стало його першим офіційним статусом. Однак він не був формально створений як національний парк, поки 17 жовтня 2005 року уряд Камеруну не видав декрет про створення національних парків Бумба-Бек і Нкі.
Зараз Камерун і Габон працюють над проектом TRIDOM, природоохоронною ініціативою, що веде до розробки плану землекористування. Це створить тринаціональну «міжзону», яка межуватиме з національними парками Мінкебе, Бумба-Бек, Нкі та Одзала та заповідником Джа.
Бумба-Бек розташований між річками Бумба і Бек на південному сході Камеруну, від чого й походить назва. Охоронювана ділянка доступна лише пірогою та декількома мисливськими стежками.

## Фауна
У національному парку Бумба-Бек водяться шимпанзе, лісові антилопи, крокодили та антилопи бонго.  Крім того, у річках парку плаває приблизно 300 видів риб.